# Bruno Canino
Pour les articles homonymes, voir Canino et Canino (huile d'olive).
Bruno Canino (né le 30 décembre 1935 à Naples) est un pianiste, claveciniste et compositeur italien.

## Biographie
Bruno Canino est né à Naples, Italie en 1935. C'est là qu'il a étudié le piano avec Vincenzo Vitale. Il a poursuivi sa formation musicale au conservatoire de Milan, étudiant le piano et la composition avec comme professeurs Enzo Calace et Bruno Bettinelli. En 1956 et en 1958 il gagne des prix au Concours international de piano Ferruccio Busoni et en 1960 au concours de Darmstadt.

## Carrière
Canino s'est rapidement construit une réputation internationale, non seulement comme soliste mais aussi dans les domaines de la musique de chambre et de l'accompagnement. Il s'est produit en compagnie de violonistes comme Itzhak Perlman, Salvatore Accardo, Franco Mezzena (en), Viktoria Mullova, Pierre Amoyal, et Uto Ughi et du violoncelliste Lynn Harrell,,,,,,. Il a joué pendant de nombreuses années en duo de pianos avec Antonio Ballista. Il a été aussi le pianiste du célèbre Trio di Milano, dont les autres membres sont la violoniste Mariana Sîrbu (ro) et le violoncelliste Rocco Filippini (it). Ce fut le partenaire de récital attitré de Cathy Berberian.
Il est un défenseur enthousiaste de la musique contemporaine. Parmi les compositeurs qui lui ont dédié des œuvres, on trouve Luciano Berio, Mauricio Kagel, Wolfgang Rihm et Iannis Xenakis. Lui-même a aussi composé un certain nombre de morceaux pour le piano seul ou pour des formations de chambre.
Il a enseigné le piano au conservatoire de Milan et à la Hochschule de Berne. Il donne régulièrement des cours de perfectionnement dans toutes les grandes institutions du monde. Actuellement, il est professeur de musique de chambre à la Scuola di musica de Fiesole et à la Escuela Reina Sofia de Madrid.
De 1999 à 2001, il a été le directeur musical de la Biennale de Venise.

## Enregistrements
Parmi les enregistrements notables de Canino figurent les Variations Goldberg de Bach, l'intégrale des œuvres pour le piano de Casella et la première intégrale sur disque compact des œuvres pour le piano de Debussy. Son récital en duo avec Viktoria Mullova des œuvres de Prokofiev, Ravel, et Stravinsky a obtenu le Edison Prize. En 1980, il a enregistré des pièces rares de piano de Rossini et Donizetti sur un piano Bösendorfer  pour le label Japanese Camerata. Il a également enregistré avec le violoniste Salvatore Accardo l'intégrale des sonates pour violon et piano de Mozart.